# Marotti Imre
Marotti Imre, SJ (Nagyszombat, 1700. november 6. – Kassa, 1728. április 30.) Jézus-társasági áldozópap és tanár, költő.

## Életútja
Protestáns szülők gyermeke. Valószinű, hogy családi neve Maróthi volt, akkor változtathatta azt Marottira, amikor a protestáns hitről áttért a katolikus vallásra és a jezsuita rendbe lépett 1719. október 11-én Bécsben. A bölcseletet Grazban hallgatta, azután Kassán a grammatikai és a költészeti osztályban tanított. Szűz Máriának nagy tisztelője volt, írja róla Stoeger.

## Műve
- Metamorphoses seu natales poetici submontanarum superioris Hungariae urbium ac vinearum ... Cassoviae, 1728. (Költemény).